# Cantó de Llemotges Centre
El cantó de Llemotges Centre és un cantó francès del departament de l'Alta Viena, situat al districte de Llemotges. És format per part del municipi de Llemotges.

## Municipis
- Llemotges

## Història
| Data d'elecció                           | Identitat      | Partit           | Qualitat |
| ---------------------------------------- | -------------- | ---------------- | -------- |
| 1973-1981                                | Alain Serieyx  | RPR              |          |
| 1981-1994                                | Michel Bernard | RPR              |          |
| 1994-                                    | Alain Marsaud  | RPR, després UMP |          |
| les dades anteriors no són pas conegudes |                |                  |          |
|                                          |                |                  |          |

## Demografia
| 1962 | 1968 | 1975 | 1982 | 1990 | 1999  | 2006  |
| ---- | ---- | ---- | ---- | ---- | ----- | ----- |
| -    | -    | -    | -    | -    | 8.036 | 7.884 |